# Råda stormosse
Råda stormosse är ett naturreservat i Hagfors kommun i Värmlands län.
Området är naturskyddat sedan 2017 och är 377 hektar stort. Reservatet består av ett mossekomplex med nästan 200 gölar och sumpskog och ett kärr.